# 1979 chez Disney
L'année 1979 au sein de la société Walt Disney Productions est marquée par la sortie du disque Mickey Mouse Disco qui deviendra un film l'année suivante et le long métrage de science-fiction  Le Trou noir pour lequel l'entreprise a de grands espoirs.
Du côté des futures filiales, ABC se développe et achète l'éditeur Chilton Publishing tandis qu'une chaîne spécialisée dans le sport est lancée ESPN.

## Résumé
Les revenues de la société commencent à baisser et beaucoup d'espoirs sont mis dans Le Trou noir, la situation semble exiger une action.

### Productions audiovisuelles
En 1979, Disney continue de produire des films au Royaume-Uni principalement aux Pinewood Studios mais par la branche américaine du studio, comme avec Un cosmonaute chez le roi Arthur. Le studio diffuse un moyen métrage The Footloose Fox réalisé par Jack Speirs au cinéma. Le studio ressort aussi les films Un amour de Coccinelle (1968), Les 101 Dalmatiens (1961) et La Belle au bois dormant (1959). Deux réalisateurs majeurs du studio décèdent dans l'année Norman Tokar et James Neilson ce qui provoque des changements supplémentaires dans le ton des productions Disney. 
Le studio d'animation fait face à un autre problème durant la production de Rox et Rouky (1981) avec en septembre le départ de Don Bluth et de ses proches collaborateurs afin de fonder son propre studio. Don Bluth réalise d'abord le court métrage Banjo, le chat malicieux qui sort en fin d'année avant de lancer la production du long métrage Brisby et le Secret de NIMH (1982). La concurrence sort le film Les Muppets, le film produit par Jim Henson Productions, que Disney tentera d'acheter en 1989 puis achètera une partie en 2004.
L'émission The Wonderful World of Disney poursuit sa production mais elle est moins importante avec seulement une demi-douzaine de téléfilms. Il y a aussi une émission spéciale d'une demi-heure pour la sortie du Le Trou noir intitulée Black Holes: Monsters That Eat Space and Time.

### Parcs à thèmes et loisirs

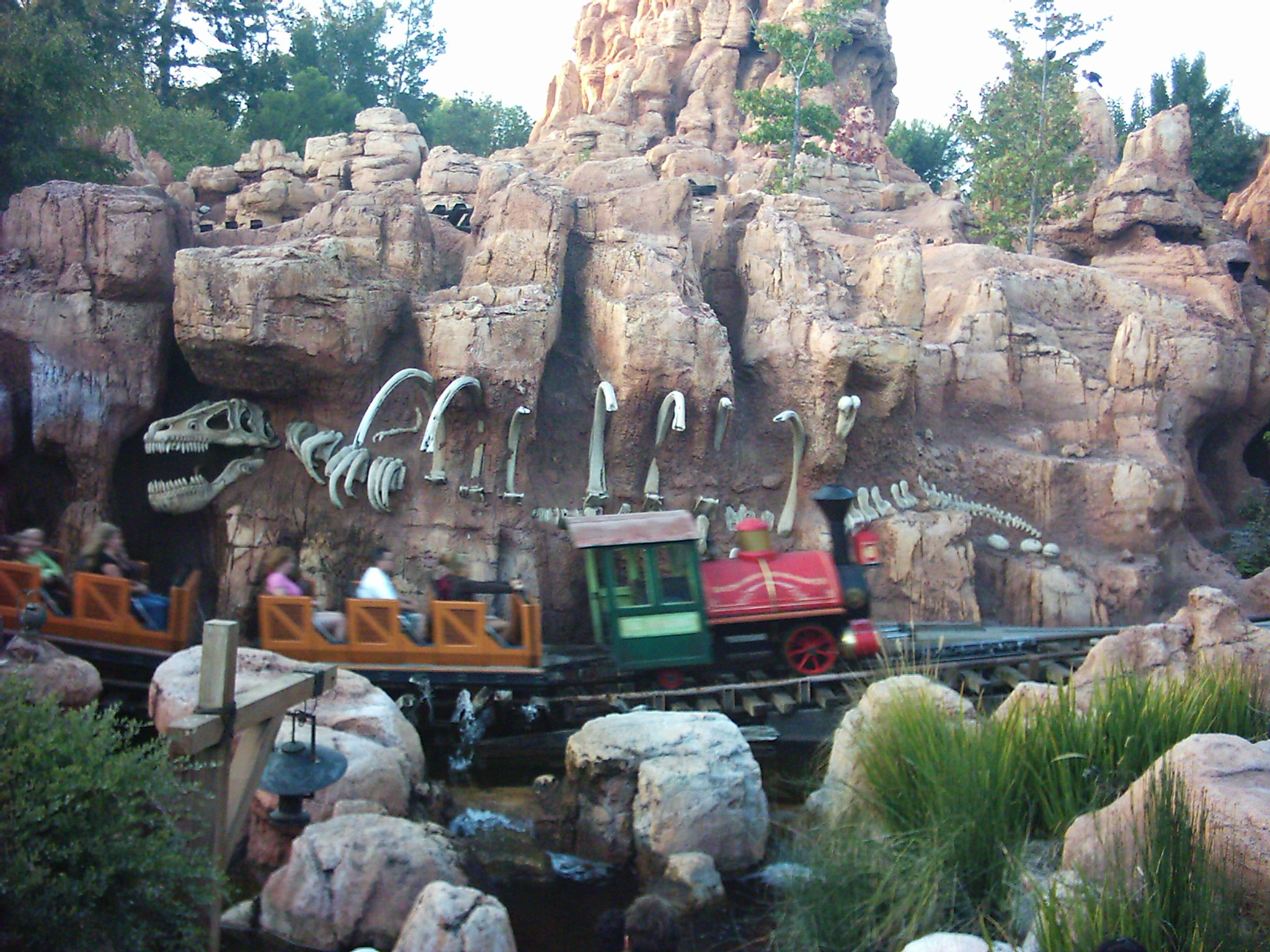
Big Thunder Mountain à Disneyland.

À Disneyland, l'attraction Big Thunder Mountain Railroad ouvre le 2 septembre 1979,. Elle remplace la zone de Nature's Wonderland avec l'attraction Mine Train through Nature's Wonderland mais conserve le thème du train de la mine dans l'Ouest américain. Le parc teste un nouveau système de tickets, le passeport qui permet de payer une seule fois l'ensemble des attractions et de ne plus proposer des carnets de tickets catégorisés A à E.
À Walt Disney World, le tournoi de golf Walt Disney World Golf Classic augmente sa cagnotte à 250 000 USD. Le parc Magic Kingdom accueille son 100 millionième visiteur, Kurt Miller. La cérémonie a lieu le lundi 22 octobre 1979 à 10h32 et Bob Allen alors vice-président de Walt Disney World offre au jeune garçon de 8 ans un billet à vie. Cette étape est franchi en huit ans et le record de visiteurs a été  atteint le 28 mars 19778 avec 85 123 visiteurs. L'investissement pour les zones déjà ouvertes est estimé à plus de 600 millions d'USD et le complexe entre 12000 et 16000 personnes avec un maximum durant l'été.
Une cérémonie de pose de la première pierre a lieu pour le parc Epcot en octobre le 1er octobre 1979. L'investissement lié à ce second parc est estimé à 800 millions d'USD.
En juin 1979, deux mois après la signature d'un contrat pour un projet de parc à Tokyo, Disney fonde une filiale au Japon Walt Disney Japan.

### Autres médias
La plus grosse surprise pour la société est le succès du 33 tours Mickey Mouse Disco dont les ventes sont d'abord faibles mais qui après une publicité à télévision explosent obtenant une double certification platine. La bande originale de You're in Love, Charlie Brown (en) (1967) est sélectionnée pour un Grammy Awards dans la section enfant. Parmi les sorties d'albums non liés au cinéma sortent les deux premiers volumes de la série Children's Favorites interprétées par Larry Groce (en).
Gold Key Comics poursuit ses publications de comics, arrête le titre Scamp et rebaptise The Beagle Boys'. Deux tirages uniques sont publiés l'un en hommage à Blanche-Neige et les Sept Nains (1937) intitulé Mickey Mouse Surprise party et l'autre pour Donald Duck qui fête ses 45 ans
Publications Gold Key Comics
- Donald Duck
- Mickey Mouse
- Uncle Scrooge
- Walt Disney's Comics and Stories
- The Beagle Boys / The Beagle Boys vs Uncle Scrooge
- Huey, Duey, Louie Junior Woodchunks
- Chip'n Dale
- Super Goof
- Scamp
- Walt Disney Showcase
- Daisy and Donald
- Moby Duck
- Winnie the Pooh

L'éditeur Abbeville Press poursuit sa collection des meilleures histoires de comics Disney ayant une couverture cartonnée blanche avec un sur Dingo et l'autre sur Balthazar Picsou :
- (en) Horst Schroeder, Walt Disney Goofy, New York, Abbeville Press, coll. « Best Comics Series », 1979, 184 p. (ISBN 978-0896590335)
- (en) Carl Barks, Walt Disney Uncle Scrooge, New York, Abbeville Press, coll. « Best Comics Series », 1979, 213 p. (ISBN 978-0896590328)

Au printemps 1979, dans le cadre du conflit Air Pirates, Dan O'Neill publie à nouveau des histoires reprenant les personnages de Disney dont Mickey et Minnie sous le titre Coevolution Funnies, malgré la décision de justice,. Disney porte plainte à nouveau et le 28 juin 1979, la justice demande la résolution du conflit avant le 6 septembre sous peine d'une peine de 6 mois de prison à l'encontre de Dan O'Neill. Un accord a été trouvé mais O'Neill considère avoir gagné sans que l'on sache quoi.

### Futures filiales
American Broadcasting Company achète 48 % de l'éditeur Chilton Publishing de Philadelphie. En juillet 1979, ABC au travers d'un mémo d'Elton Rule crée une nouvelle division nommée ABC Video Enterprises en plus de ABC Television, ABC Radio et ABC Publishing. Elle est dédiée aux productions sur les nouvelles technologies vidéos comme la télévision par câble, la télévision à péage, les supports vidéodisques ou cassettes. Rule nomme à la tête de cette division Frederick S. Pierce président et Herbet A. Granath vice-président. 
La chaîne ESPN commence sa diffusion en septembre.

## Événements

### Janvier
- 1er janvier 1979, Sortie du film Take Down, première production distribuée par Buena Vista Distribution non réalisée par les studios Disney et non grand public[13]

### Février
- 7 février 1979, Sortie du film Le Chat qui vient de l'espace en France.
- 9 février 1979, Sortie du film The North Avenue Irregulars aux États-Unis[14],[15]
- 21 février 1979, American Broadcasting Company annonce acheter 48 % de l'éditeur Chilton Publishing de Philadelphie[9], principalement connu pour ses revues et manuels automobiles.

### Avril
- avril 1979, Disney signe un contrat avec Oriental Land Company pour la construction d'un parc à thème Tokyo Disneyland[5]
- 29 avril 1979, Décès de l'animateur Hardie Gramatky[16],[17]

### Mai
- 25 mai 1979, Shamrock augmente son offre sur Polaroid Corporation de 2,6 milliards d'USD à 3,2 milliards d'USD[18].

### Juin
- juin 1979, Disney fonde une filiale au Japon Walt Disney Japan pour superviser la construction d'un parc à thème Tokyo Disneyland[5]
- 27 juin 1979, Sortie du film Le Retour du gang des chaussons aux pommes.[19],[20]

### Juillet
- 5 juillet 1979, ABC fonde une nouvelle division nommée ABC Video Enterprises[11]
- 10 juillet 1979, Sortie nationale du film Un cosmonaute chez le roi Arthur au Royaume-Uni[21],[22].
- 26 juillet 1979, Sortie nationale du film Un cosmonaute chez le roi Arthur aux Etats-Unis[21],[22].

### Août
- 3 août 1979, Sortie du film American Graffiti, la suite de Lucasfilm et Universal Pictures

### Septembre
- 2 septembre 1979, Ouverture de l'attraction Big Thunder Mountain Railroad à Disneyland[1],[3]
- 7 septembre 1979, Lancement de la chaîne ESPN[12]
- 11 septembre 1979, Décès de Les Clark, animateur[23]
- 26 septembre 1979, Shamrock Holdings stoppe son OPA hostile sur Polaroid à la suite de la décision de la cour suprême du Delaware autorisant un rachat d'actions[24].

### Octobre
- 1er octobre 1979, cérémonie de la première pierre du parc Epcot[4].
- 18 octobre 1979, Première du spectacle Disney's Snow White Live au Radio City Music Hall[25] avec Mary Jo Salerno[26]

- 22 octobre 1979, 100 millionième visiteur du Magic Kingdom, un garçon de 8 ans Kurt Miller[1],[4].

### Décembre
- 18 décembre 1979 : Avant-première à Londres du film Le Trou noir au Royaume-Uni[27]
- 21 décembre 1979 : Sortie nationale du film Le Trou noir aux États-Unis[27].